# Wavves
Wavves ist eine amerikanische Pop-Punk-Band aus San Diego in Kalifornien. Sie haben derzeit einen Plattenvertrag bei Mom + Pop.

## Geschichte
Wavves begann 2008 als Musikprojekt von Gründer Nathan Williams. Wavves veröffentlichte mehrere 7"-Singles sowie eine Kassette. Danach folgten in schneller Folge die ersten beiden Alben, Wavves und Wavvves. Nachdem sie mit diesen Alben schnell Aufmerksamkeit bekommen hatten, kam Ryan Ulsh als Tour-Schlagzeuger dazu und Wavves tourte zum ersten Mal durch die USA und Europa.
Wavves veröffentlichten ihr Debütalbum Wavves 2008 auf Woodsist Records, was besonders bei Pitchfork Media hochgelobt wurde. Zu der Zeit bestand die Band nur aus Ulsh und Williams. Dies spiegelt sich auch im überaus rohen Lo-Fi-Klang der Platte wider.
Ihr zweites Studioalbum, Wavvves erschien am 17. März 2009 und wurde von Musikmagazinen wie Spin oder Pitchfork erneut positiv aufgenommen.
Der Sänger Nathan Williams sorgte dann beim Primavera Sound Festival 2009 in Barcelona für negativen Gesprächsstoff, als es ihm unmöglich war, das Set zu spielen, er das Publikum beleidigte und sich auf der Bühne mit Ulsh stritt. Das Publikum bewarf ihn daraufhin mit Flaschen und Schuhen. Daraufhin sagte Wavves ihre geplante Europatour ab. Williams gab später zu, vor dem Konzert eine ungünstige Mischung aus Ecstasy und Valium konsumiert zu haben. Am nächsten Tag entschuldigte sich Williams für den Auftritt und gab seine Alkoholsucht zu. Als Ulsh dann die Band verließ, stieß Zach Hill kurzzeitig vom kalifornischen Musikduo Hella hinzu. Zwei Mitglieder der ehemaligen Band des verstorbenen Jay Reatard kamen dann im November 2009 hinzu, Billy Hayes und Stephen Pope. Williams berichtete auch, dass ein Album mit Zach Hill am Schlagzeug für Ende 2010 erwartet werden könne, zusammen mit einer eventuellen EP.
Das dritte Wavves-Album namens King of the Beach erschien dann am 3. August 2010. Das Album erhielt positives Feedback. Das Album war für Pitchfork Media auf Platz #50 der besten Alben 2010, während Spin das Album auf Platz #24 platzierte.
Im Herbst 2010 wurde Nathan Williams während der Europatour in München wegen Drogenbesitzes festgenommen und musste eine Nacht im Gefängnis verbringen.
Im November 2010 verließ Billy Hayes die Band und wurde dann von Jacob Cooper ersetzt. Dies gab Wavves auf ihrem Twitter-Konto bekannt.

## Diskografie
- 2008: Wavves (Woodsist)
- 2009: Wavvves (Fat Possum Records)
- 2010: King of the Beach (Fat Possum Records)
- 2013: Afraid of Heights (Mom + Pop)
- 2015: Mitwirkung am Album Welcome to Los Santos (The Alchemist & Oh No)
- 2015: No Life for Me (Koproduktion mit Cloud Nothings)
- 2015: V
- 2017: You're Welcome (Ghost Ramp)
- 2021: Hideaway
- 2025: Spun